# Fiat Toro

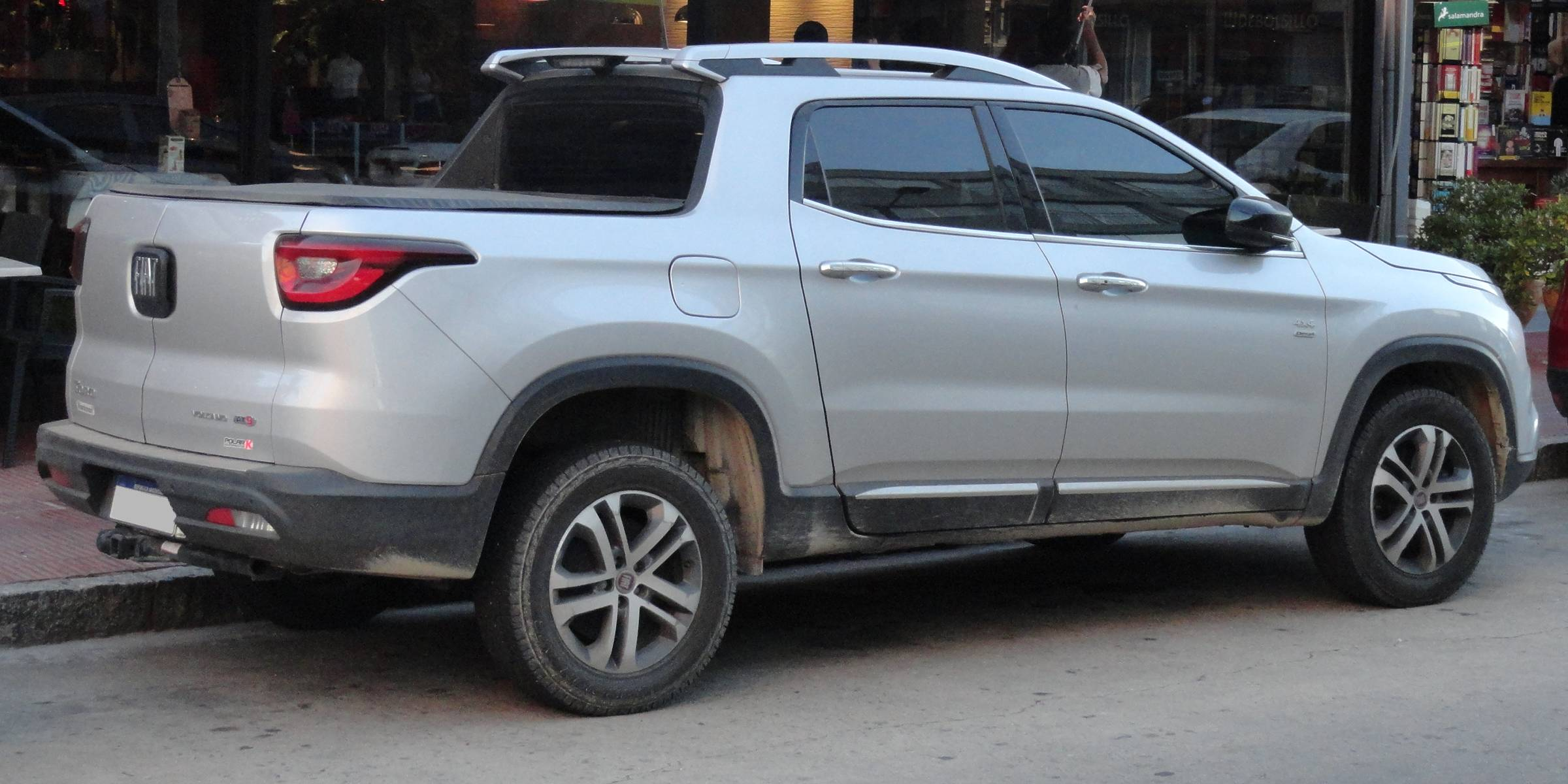
Heckansicht

Der Toro ist ein Pick-up-Modell der zu Stellantis gehörenden Marke Fiat, das seit 2015 im Werk Goiana (Pernambuco) in Brasilien für den südamerikanischen Markt produziert wird, damals gehörte dieses noch zum Vorgängerkonzern Fiat Chrysler Automobiles (FCA). Fiat bewirbt das Modell wegen der Kreuzung aus SUV und Pick-up als Sport Utility Pick-Up (SUP), vergleichbare Fahrzeuge werden in Australien als Ute bezeichnet. Die offizielle Vorstellung des Konzepts fand 2014 auf dem Autosalon Sao Paulo statt, die Produktion begann am 14. Oktober 2015, und im November 2015 wurden erste offizielle Bilder veröffentlicht. Der Verkauf begann Anfang 2016. Im April 2021 und im August 2025 wurde eine überarbeitete Version vorgestellt. In Süd- und Mittelamerika ist das Modell als Ram 1000 in der Modellpalette vertreten. Auf Basis des Ram 1000 bzw. Toro wird seit Juni 2023 der größere Ram Rampage im gleichen Werk produziert.

## Modellgeschichte
Von jeher sind Pickup-Modelle in Südamerika sehr beliebt, jedoch nicht in der Größe eines Ford F, sondern eher in der kleinen oder mittleren Klasse. Im mittleren Segment, in dem auch in Südamerika der Toyota Hilux, der Ford Ranger, der Nissan Frontier und der Chevrolet S10 zu den am besten verkauften Fahrzeugen gehören, ist Fiat nicht vertreten. Zwar wird der in Thailand gebaute Mitsubishi L200 auch in Europa, Asien und dem Nahen Osten seit 2016 auch als Fiat Fullback vermarktet, nicht aber in Amerika, weil Mitsubishi Motors das nicht erlaubt. Spätestens 2018 wollte auch FCA mit einem Pick-up auf Basis des Jeep Wrangler hier als Konkurrent antreten.
Als kleinen Pickup baut Fiat den auch in Europa erhältlichen Fiat Strada und tritt in Südamerika damit vor allem gegen den Chevrolet Montana und den VW Saveiro an. Alle basieren auf Kleinwagen. Der große Erfolg des Renault Duster Oroch, der zwischen der kleinen und mittleren Pickup-Größe liegt, bewog FCA, hier ein Konkurrenzangebot mit dem Entwicklungscode 226 zu schaffen. Ebenso wie der Duster Oroch ist auch der Toro weniger als Pick-up, sondern als ein SUV, das man auch als Pick-up benutzen kann, ausgelegt. So gibt es nur eine geschlossene Doppelkabine mit vier Türen und Ladefläche, die wiederum nicht mit einer unten angeschlagenen Heckklappe, sondern mit zwei seitlich angeschlagenen Türen verschlossen wird. Jedoch ist der Toro etwas größer und auch mit mehr Leistung als der Duster Oroch erhältlich.
Als Produktionsstandort wurde das Werk in Goiana in Brasilien gewählt – dies auch, weil die Plattform der dort gebauten Jeep Renegade und Fiat 500X als Basis dient.

### Modelle und Ausstattung

#### Fiat Toro Urban
Das günstigste Modell ist nur mit Frontantrieb erhältlich. Die Ausstattung umfasst unter anderem Klimaanlage, verstellbaren Fahrersitz, Mittelarmlehne vorne, Servolenkung, vier elektrische Fensterheber, elektromotorisch verstellbare Spiegel, Bordcomputer, CD-MP3-Radio mit USB-Anschluss, Zentralverriegelung mit Fernbedienung, Tempomat, 16-Zoll-Leichtmetallräder mit 215/65-Reifen, Airbags und FPS (Fire Prevention System), elektromechanische Parkbremse, vier Scheibenbremsen mit Antiblockiersystem und Bremsassistent. Optional sind Parksensoren hinten, anders gestaltete 16-Zoll-Leichtmetallräder, uconnect-Bluetooth-Freisprecheinrichtung und ein Multimedia-System mit 5"-Touchscreen-Farbdisplay und Navigationssystem sowie Regensensor und Lichtautomatik.

#### Fiat Toro Adrenalin
Bei dieser Ausstattungsvariante werden bei Automatikgetriebe Schaltwippen zur Bedienung am Lenkrad eingebaut, das hier mit Leder bezogen ist.
Als zusätzliche Ausstattung gibt es Fahrdynamikregelung (ESC) und Antriebsschlupfregelung, Tagfahrlicht mit Leuchtdioden, 17-Zoll-Leichtmetallräder, Dachreling, zusätzliches Staufach unter dem Beifahrersitz, uconnect-Bluetooth-Freisprecheinrichtung und ein Multimedia-System mit 5"-Touchscreen-Farbdisplay und Navigationssystem sowie Regensensor und Lichtautomatik. Als Option sind zwei zusätzliche Airbags für die Heckpassagiere, Reifendruckkontrollsystem und elektrisches Schiebedach erhältlich.

#### Fiat Toro Country
Diese Version hat zusätzlich eine Zwei-Zonen-Klimaautomatik, adaptive Geschwindigkeitsregelanlage, die ParkView-Rückfahrkamera mit dynamischen Führungslinien, Rückfahrkamera, Geschwindigkeitsregler für Bergabfahrten. Zudem serienmäßig das aus dem Jeep Renegade bekannte 5-stufige Traktionssystem Selec-Terrain, bei dem man mit Bedienschalter den jeweiligen Untergrund auswählt und automatisch bis zu zwölf verschiedene Fahrzeugregelsysteme – von der Stabilitäts- und Traktionskontrolle über die Drehmomentverteilung bis hin zu Schaltpunkten und Gasannahme geregelt werden. Als Option sind 18-Zoll-Leichtmetallräder, Xenon-Licht und Beats Audio-Soundsystem mit acht Lautsprechern, Subwoofer im Kofferraum und 506 Watt Musikleistung erhältlich.

### Antrieb und Motoren
Grundsätzlich hat der Toro Frontantrieb. Den Antrieb übernimmt hier ein 1,8-Liter-Vierzylinder-Ottomotor mit 99 kW (135 PS) oder 102 kW (139 PS) bei Ethanol-Ausführung. Serienmäßig mit 5-Gang-Schaltgetriebe, optional mit 6-Gang-Schaltgetriebe oder automatisiertem 6-Gang-Schaltgetriebe von Aisin Seiki.
Vom Renegade übernimmt der Toro auch den 2,0-Liter-16-V-Multijet-Fiat-FPT-Common-Rail-Einspritzungs-Dieselmotor mit 125 kW (170 PS). Nur mit Dieselmotor ist der Toro als „Adrenalin“ optional und „Country“ serienmäßig mit Allradantrieb ausgestattet. Zur Wahl stehen dann ein 6-Gang-Schaltgetriebe oder ein 9-Stufen-Automatikgetriebe von ZF Friedrichshafen. Im Februar 2025 wurde dieser Antrieb von einem 2,2-Liter-Dieselmotor abgelöst.
|                            | 1.3 Turbo                                              | 1.3 Turbo                                              | 1.8 E-Torq                                            | 2.4                                                    | 2.0 Multijet                          | 2.2 Turbodiesel          |
| Bauzeitraum                | seit 2025                                              | 2021–2025                                              | 2016–2021                                             | 2016–2021                                              | 2016–2025                             | seit 2025                |
| Motorkenndaten             |                                                        |                                                        |                                                       |                                                        |                                       |                          |
| Motortyp                   | R4-Ottomotor                                           | R4-Ottomotor                                           | R4-Ottomotor                                          | R4-Ottomotor                                           | R4-Dieselmotor                        | R4-Dieselmotor           |
| Motoraufladung             | Turbolader                                             | Turbolader                                             | —                                                     | —                                                      | Turbolader                            | Turbolader               |
| Hubraum                    | 1332 cm³                                               | 1332 cm³                                               | 1747 cm³                                              | 2360 cm³                                               | 1956 cm³                              | 2184 cm³                 |
| max. Leistung bei min−1    | 129 kW (175 PS) / 5750 Ethanol: 129 kW (175 PS) / 5750 | 132 kW (179 PS) / 5750 Ethanol: 136 kW (185 PS) / 5750 | 99 kW (135 PS) / 5750 Ethanol: 102 kW (139 PS) / 5750 | 128 kW (174 PS) / 6250 Ethanol: 137 kW (186 PS) / 6250 | 125 kW (170 PS) / 3750                | 147 kW (200 PS) / 3500   |
| max. Drehmoment bei min−1  | 270 Nm / 2000 Ethanol: 270 Nm / 2000                   | 270 Nm / 1750 Ethanol: 270 Nm / 1750                   | 184 Nm / 3750 Ethanol: 189 Nm / 3750                  | 230 Nm / 4000 Ethanol: 244 Nm / 4000                   | 350 Nm / 1750                         | 450 Nm / 1500            |
| Kraftübertragung           |                                                        |                                                        |                                                       |                                                        |                                       |                          |
| Antrieb, serienmäßig       | Vorderradantrieb                                       | Vorderradantrieb                                       | Vorderradantrieb                                      | Vorderradantrieb                                       | Vorderradantrieb                      | Allradantrieb            |
| Antrieb, optional          | —                                                      | —                                                      | —                                                     | —                                                      | (Allradantrieb)                       | —                        |
| Getriebe, serienmäßig      | 6-Gang-Automatikgetriebe                               | 6-Gang-Automatikgetriebe                               | 6-Gang-Automatikgetriebe                              | 9-Gang-Automatikgetriebe                               | 6-Gang-Schaltgetriebe                 | 9-Gang-Automatikgetriebe |
| Getriebe, optional         | —                                                      | —                                                      | —                                                     | —                                                      | 9-Gang-Automatikgetriebe (nur Allrad) | —                        |
| Messwerte                  |                                                        |                                                        |                                                       |                                                        |                                       |                          |
| Höchstgeschwindigkeit      | 197 km/h Ethanol: 197 km/h                             | 200 km/h Ethanol: 202 km/h                             | 178 km/h Ethanol: 179 km/h                            |                                                        | 190 km/h (195 km/h)                   | 201 km/h                 |
| Beschleunigung, 0–100 km/h | 10,1 s Ethanol: 10,1 s                                 | 10,7 s Ethanol: 10,6 s                                 | 14,4 s Ethanol: 12,9 s                                |                                                        | 9,5 s (11,6 s)                        | 9,6 s                    |
| Tankinhalt                 | 55 l                                                   | 55 l                                                   | 60 l                                                  | 60 l                                                   | 60 l                                  | 60 l                     |